# Hörselnerv

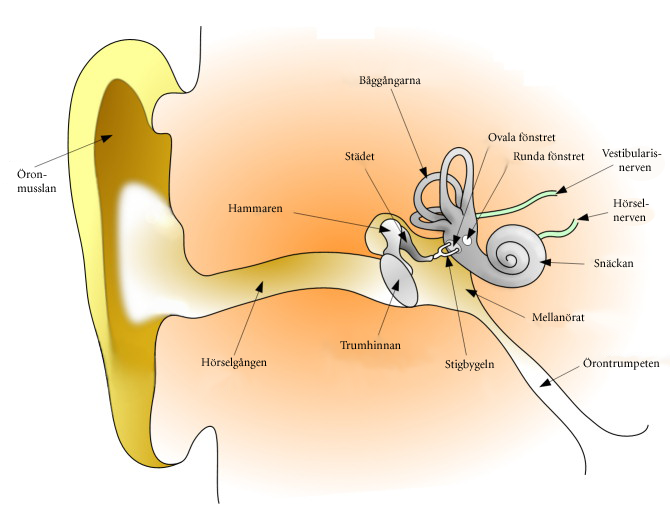
Hörselnerven är ritad grön långt till höger i bilden.

Hörselnerven (nervus cochlearis) är en nerv som går från hörselsnäckan och ihop med balansnerven bildar balans- och hörselnerven (åttonde kranialnerven – nervus vestibulocochlearis) och fortsätter in mot hjärnan. Hörselnervern samlar signalerna från hörselcellerna och leder signalerna vidare till hjärnan.